# Hans Hoekman
Hans Hoekman (Utrecht, 23 november 1946 – Hilversum, 14 november 2017) was een Nederlands (stem)acteur.

## Loopbaan
Hans Hoekman volgde de Toneelacademie Maastricht en begon zijn carrière in het cabaret. Hij heeft weinig in theaterproducties gespeeld, maar wel in Nederlandse televisieseries als De kleine waarheid, Dagboek van een herdershond en De holle bolle boom. Door zijn rol als Eppo in De kleine waarheid (1970-1973) kreeg hij grote bekendheid (ca. 5 miljoen mensen volgden wekelijks deze tv-serie). Als stemacteur was hij voorts te horen in de tv-serie Pippi Langkous, de tekenfilmserie Dommel, als Rubeus Hagrid in de filmreeks Harry Potter en in de Nederlandstalige versie van de films Ice Age, Shark Tale en Sjakie en de chocoladefabriek.
Later was hij voornamelijk actief als hoorspelacteur. Hij speelde meer dan 200 rollen, onder meer in Aarde der mensen, Geen weg terug, Haat heeft geen kleur, Wie heeft mijn onsterfelijke ziel gedood of Klassenstrijd in de wijk Woolwich en enkele remakes van Paul Vlaanderen-mysteries.
Hoekman leende zijn stem ook aan computerspelletjes, zoals Buzz! Junior: Robo Jam voor de PlayStation 2 en "Geld lenen kost geld" in reclamespotjes.
Hoekman overleed, na een ziekte, op zeventigjarige leeftijd in een ziekenhuis in Hilversum.

## Filmografie
- Aladdin en de dievenkoning – De Dievenkoning / Cassim (stem, 1996)
- Space Jam – Overige stemmen (stem, 1996)
- Alice in Wonderland – Overige stemmen (stem, 2010)
- Antz – Barbatus (stem, 1998)
- Atlantis: Milo's Avontuur – Erik Hellstrom (stem, 2003)
- Barbie als Rapunzel – Hugo (stem, 2002)
- Barbie en de magie van Pegasus – Aidans vader (stem, 2005)
- Barbie: Mariposa – Heer Gastros (stem, 2008)
- Charlie and the Chocolate Factory – Dokter Wonka (stem, 2005)
- Dagboek van een herdershond – Louis Bonte
- Dinosaur – Bruton (stem, 2000)
- Dommel – Dommel (stem)
- Harry Potter – Rubeus Hagrid (stem, 2001-2011)
- Hotel Transylvania - Voorman (stem, 2012)
- Jackie Chan Adventures – Tohru (stem, 2000-2005)
- De kleine waarheid – Eppo Spaargaren
- Maja de bij – Willie (stem, 1978-1983)
- Het meisje met de blauwe hoed – Kapitein Droeze
- Peter Pan – Opperhoofd (stem, 1982)
- Pippi Langkous – Agent Kling, zeerover BloedBarend (stem)
- Rudi het racevarken – Boer Schimmel (stem)
- Seabert – Carbonne (stem, 1984-1986)
- Sesamstraat – Oscar Mopperkont (stem)
- Takel en het spooklicht – Sheriff (stem, 2006)
- Teddy Ruxpin – Wooly (stem, 1987-1988)
- Toen was geluk heel gewoon – Voorzitter kegelclub (2 afl.)
- De wandelaar – Beemster (stem; afl. 3: "Zelfmoord")
- The Wuzzles – Varkmuis (stem, 1986)